# Xenochalepus dictyopterus
Xenochalepus dictyopterus là một loài bọ cánh cứng trong họ Chrysomelidae. Loài này được Perty miêu tả khoa học năm 1832.